# Les Tenailles
Les Tenailles est une pièce de théâtre en trois actes de Paul Hervieu, représentée pour la première fois à la Comédie-Française le 28 septembre 1895.

## Résumé
- Acte I : Irène, mariée toute jeune à Robert Fergan, retrouve un ami d'enfance, Michel Davernier. Ils s'attachent l'un à l'autre d'autant plus que Robert s'est rendu odieux en se prévalant outre mesure de ses droits de mari tout-puissant. Néanmoins, Irène et Michel décident de se séparer, et Irène promet alors de ne plus appartenir à son mari.
- Acte II : Au bout de quelques mois, Robert exige une explication de la part de sa femme, qui lui avoue qu'elle ne l'aime plus et lui propose le divorce. Divorce que refuse Robert au nom de ses droits de mari. Il décide d'emmener sa femme à la campagne dans l'espoir de la reconquérir, mais là, Michel la rejoint et elle lui cède.
- Acte III : Dix ans ont passé. Michel est mort mais Irène a accouché d'un enfant que Robert croit être de lui. Il décide que le jeune garçon, jusque-là couvé par sa mère, sera mis en pension, ce à quoi la mère s'oppose. Robert, fort de ses droits de chef de famille, veut passer outre. Irène lui révèle alors la vérité : cet enfant n'est pas le sien. Robert à son tour veut divorcer, mais sa femme refuse : ils resteront pris dans les tenailles du mariage.

## Distribution
| Acteurs et actrices ayant créé les rôles |                   |
| Personnage                               | Acteur ou actrice |
| Michel Davernier                         | Charles Le Bargy  |
| Ferdinand Valenton                       | Pierre Laugier    |
| Robert Fergan                            | Raphaël Duflos    |
| Un domestique                            | Gaudy             |
| Pauline Valenton                         | Blanche Pierson   |
| Irène Fergan                             | Marthe Brandès    |
| René Fergan                              | Le petit Fernand  |